# Johann Encke
Johann Encke (alemany: Johann Franz Encke)  (Hamburg, 23 de setembre de 1791 - Spandau, 26 d'agost de 1865) va ser un dels astrònoms alemanys més importants del segle xix, el nom del qual està unit, sobretot, al cometa amb més curt període que es coneix.

## Vida i obra
Fill d'un pastor protestant, va ser escolaritzat al Johanneum i a l'Akademische Gymnasium d'Hamburg.
A partir de 1810 va estudiar matemàtiques i astronomia a la universitat de Göttingen tenint com a mestre a Carl Friedrich Gauss. El 1813 va abandonar els estudis per incorporar-se a la Legió Hanseàtica lluitant contra les forces de Napoleó. En 1816 va començar a treballar en l'observatori de Seeberg, a prop de Gotha, com assistent de Bernhard von Lindenau, per recomanació del propi Gauss.
A finals de 1818 Jean-Louis Pons va descobrir un petit cometa, que ja havia estat observat per Pierre Méchain en 1786 i per Caroline Herschel en 1795. Encke es va encarregar de calcular l'òrbita d'aquest objecte i va descobrir que tenia un període orbital de només 3,29 anys. Fins a eixe moment els períodes orbitals més curts dels cometes coneguts eren de prop de 70 anys amb un afeli un poc mas llunyà que l'òrbita d'Urà; el mas famós d'ells era, i és, el Halley amb un període de 76 anys. Aquest descobriment va demostrar llavors que l'afeli del cometa estava més pròxim que Júpiter amb un periheli en l'interior de l'òrbita de Mercuri.
L'avui denominat cometa Encke és el que té el període més curt fins ara conegut, realitzant una volta al voltant del Sol en tan sols 3,3 anys. Encke es va dedicar també a la recopilació d'un nou atles estel·lar, que va fer possible que Johann Gottfried Galle descobrís al planeta Neptú.
En 1822 va ser nomenat director de l'observatori de Gotha, però només hova ser durant tres anys, ja que en 1825 va ser cridat a Berlín pel rei prussià per a dirigir l'Observatori de Berlín. Amb el suport d'Alexander von Humboldt i el rei Friedrich Wilhelm III, a partir de 1832 es va construir un nou observatori al sud de Berlín que va ser finalitzat el 1835. L'arquitecte va ser Friedrich Schinkel. Posseïa un telescopi de 9 polzades i Encke en va ser el director.
Va continuar treballant en els càlculs orbitals de cometes i asteroides. En 1837 va descobrir un espai entre els anells de Saturn anomenant-se divisió d'Encke. El seu assistent Johann Gottfried Galle va descobrir en 1838 l'anell fosc interior C i en 1846 va descobrir Neptú. Els seus sistemes de treball van fer molt per a millorar els mètodes computacionals de l'astronomia.
Des de 1830 va ser l'editor de l'almanac Berliner Astronomischen Jahrbuches, el més prestigiós dels publicats a Alemanya.
El 1863, després de patir dos ictus, es va retirar de director de l'observatori de Berlín. Va morir dos anys més tard al barri berlinès de Spandau.